# Knislinge-Gryts församling
Knislinge-Gryts församling är en församling i Göinge kontrakt i Lunds stift. Församlingen ligger i Östra Göinge kommun i Skåne län och ingår i Knislinge pastorat.

## Administrativ historik
Församlingen bildades 2006 genom sammanslagning av Knislinge församling och Gryts församling och ingår sedan dess i ett pastorat med Kviinge församling, benämnt Knislinge pastorat.

## Kyrkor

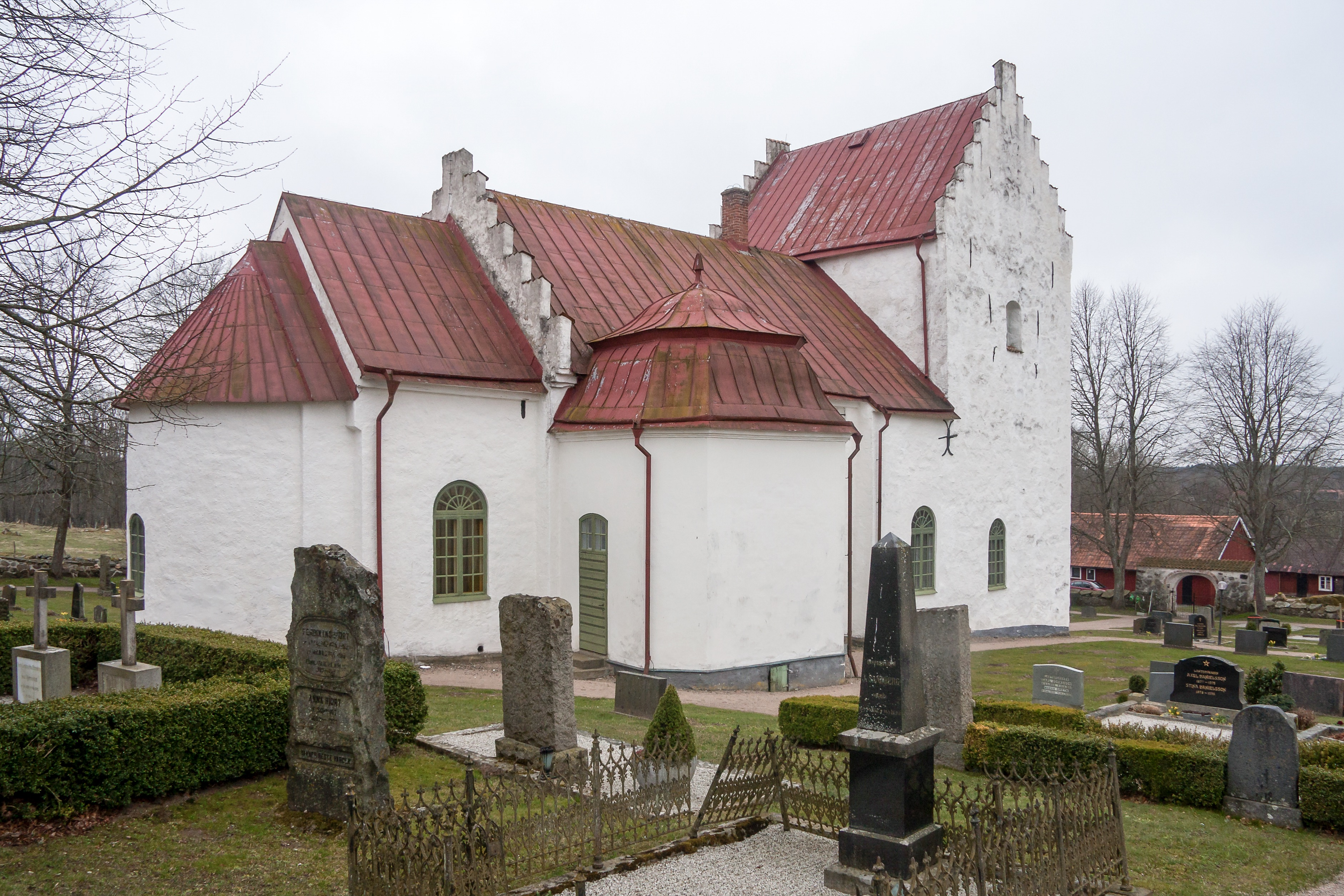
Gryts kyrka
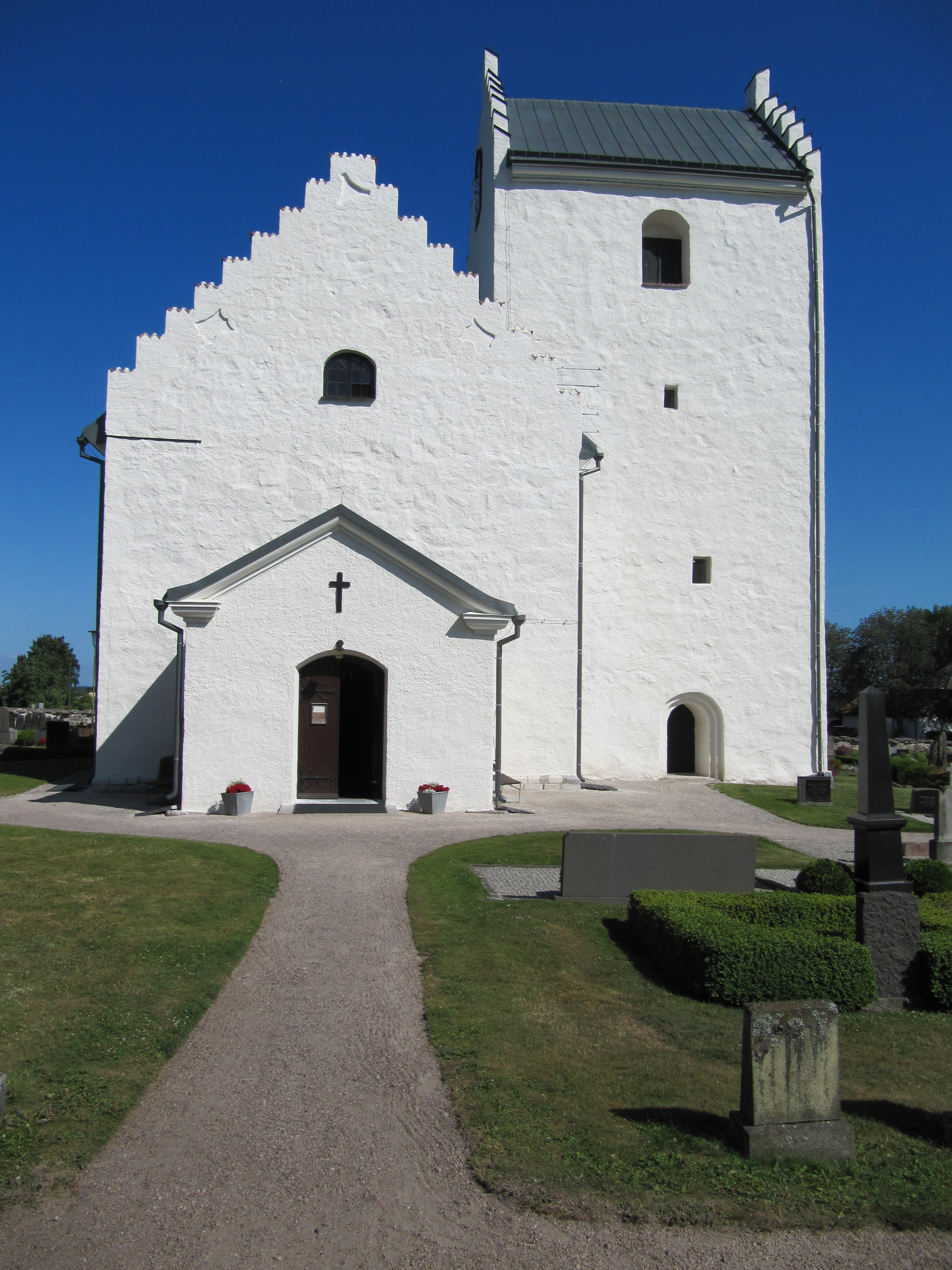
Knislinge kyrka